# Bergamote Esperen
Cultivar
La Bergamote Esperen est un cultivar de poires. Elle est parfois confondue à tort avec la Reinette Bergamote, un cultivar de pommier.

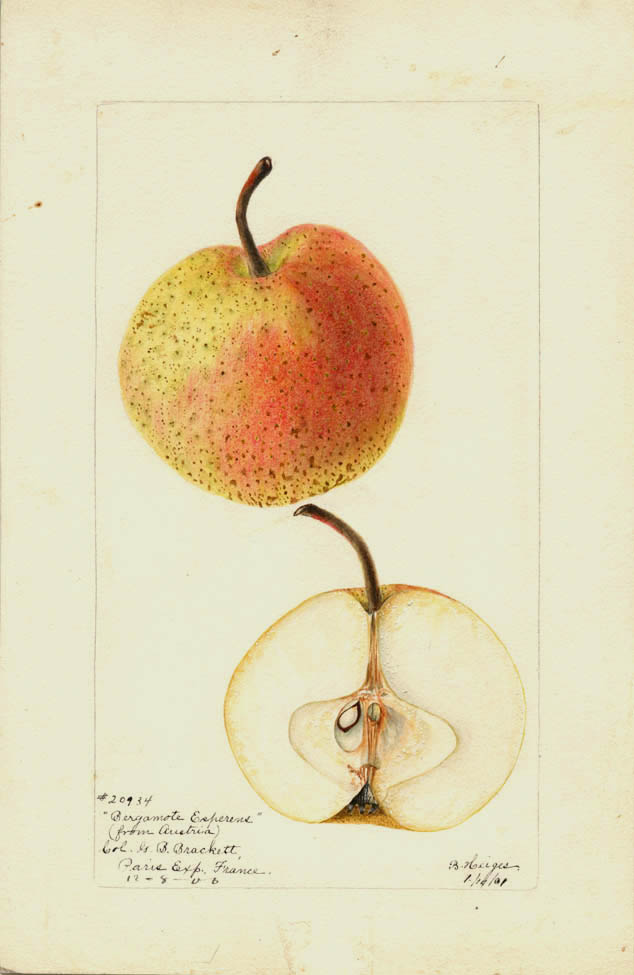
Aquarelle de Bergamote Esperen, autre type.

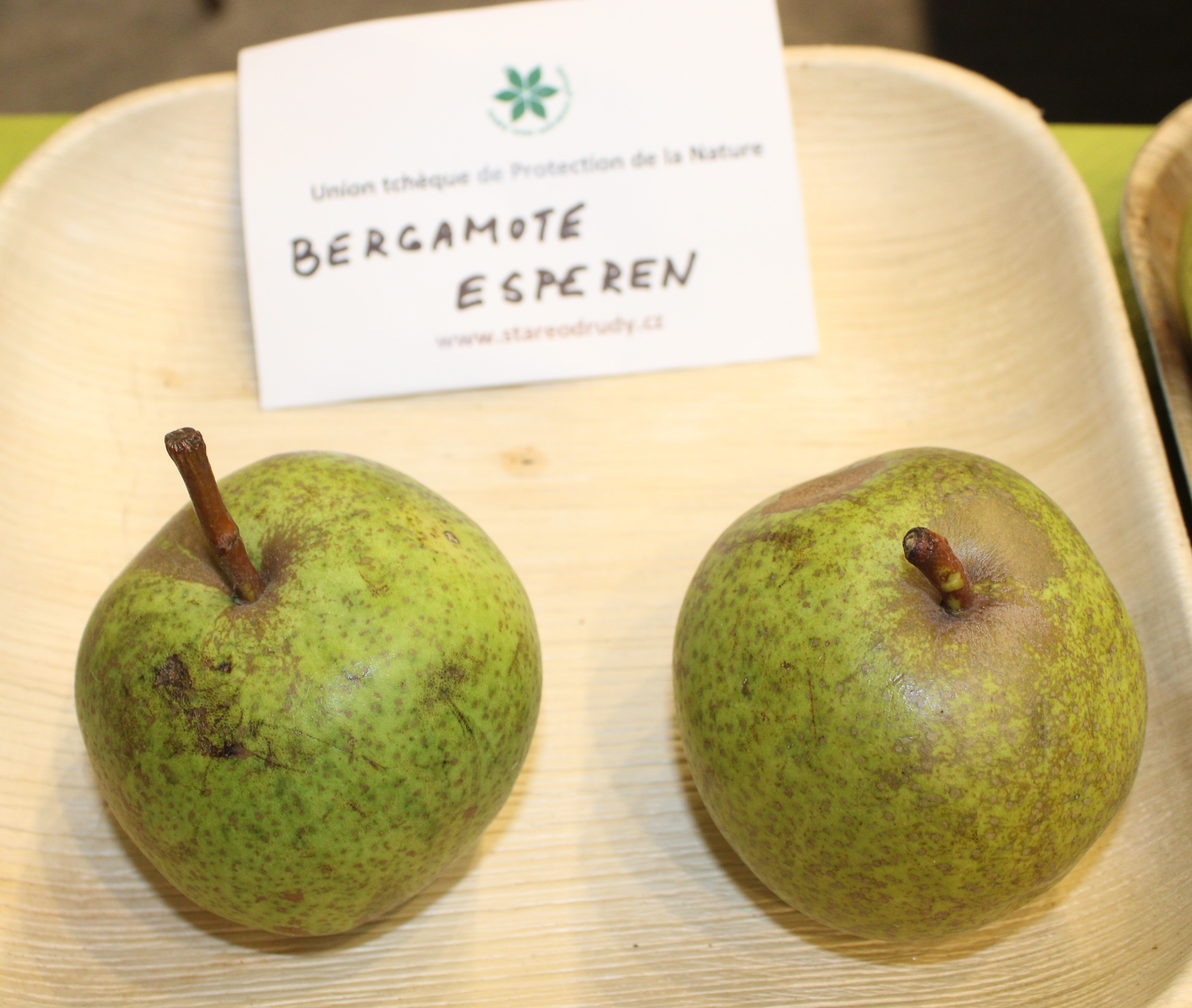
En exposition.

## Synonymes
- Poire Esperen.

Attention, la bergamote est aussi le fruit du bergamotier, arbre de la famille des Rutacées (à ne pas confondre avec la poire bergamote ou ses variétés).

## Origine
Obtenue de semis par le major Esperen de Malines (Belgique) vers 1830 ; son introduction en France date de 1844.

## Arbre
Bois assez fort.

Rameaux nombreux, un peu arqués et presque érigés, gros, longs, fortement géniculés, marron tacheté de gris, ponctués de roux et ayant les coussinets ressortis.

Yeux de grosseur moyenne, courts, pointus, ovoïdes, non adhérents et parfois placés en éperon.
Feuilles grandes, abondantes, habituellement elliptiques, légèrement contournées, à bords dentés ou crènelés, à pétiole long, épais et pourvu de stipules bien développées.

Très vigoureux, qu’il soit greffé sur franc ou sur cognassier, bonne affinité avec ce porte greffe[pas clair].

## Époque de floraison
Moyenne mais considérée comme une des plus résistantes aux gelées.

## Pollinisateurs recommandés
- Clapp's Favorite
- Docteur Jules Guyot
- Le Lectier
- Duchesse d'Angoulême
- Beurré d'Hardenpont
- Notaire Lépin

## Mise à fruit
L'arbre est relativement lent à fructifier. Il doit être taillé long les premières années.

Sa fertilité est remarquable.

## Productivité
D’une grande productivité.

## Fruit
C'est un fruit de bouche de première qualité.

### Forme et calibre
Arrondi comme toutes les bergamotes, aplati à sa base.

### Épiderme à maturité
Rude au toucher, jaune verdâtre, pigmenté de brun, parfois lavé de rouge à l’insolation. Veinée de même autour du pédoncule, et souvent marquée de taches noirâtres.

### Chair
Jaunâtre, juteuse, fondante, acidulée, fraîche et très sucrée, parfumée, mais parfois plus ou moins granuleuse à son centre. 

### Date de récolte
Le plus tard possible mais avant les premières gelées : fin octobre à début novembre.

### Maturité naturelle de consommation
Consommable de janvier à mars à avril 

### Conservation
Peut se conserver jusqu’en mars dans un bon fruitier.

## Appréciations générales

### Sensibilité aux ennemis
Craint la tavelure surtout dans les sols froids.

### Résistance aux ennemis
Rien de particulier à signaler.

### Résistance au transport et aux manipulations
Son épiderme lui assure une bonne protection.

### Usage particulier
Rien à signaler

## Observations
Éclaircissage indispensable, autrement l'arbre produit de petits fruits. Un ensachage augmentera les qualités gustatives et donnera un épiderme moins coriace.